# Poster Boy
Poster Boy is een Amerikaanse dramafilm uit 2004. Zak Tucker regisseerde de film naar een scenario van Lecia Rosenthal en Ryan Shiraki.

## Verhaal
Jack Kray is een invloedrijke Amerikaanse senator die bekendstaat zijn om zijn radicaalconservatieve ideeën. Hij gaat op voor herverkiezing en wil zijn familie inzetten om zijn populariteit ook bij jonge kiezers te vergroten. Zijn zoon Henry echter is homoseksueel en er zijn mensen die dat willen uitspelen tot een politieke rel.

## Rolverdeling
| Acteur          | Personage     |
| --------------- | ------------- |
| Matt Newton     | Henry Kray    |
| Karen Allen     | Eunice Kray   |
| Michael Lerner  | Jack Kray     |
| Jack Noseworthy | Anthony       |
| Valerie Geffner | Izzie         |
| Ian Reed Kesler | Skip Franklin |
| Austin Lysy     | Parker        |